# Baby Dee
Baby Dee, née en 1953, est une performeuse et chanteuse américaine, multi-instrumentiste et auteure-compositrice-interprète de Cleveland, Ohio.

## Début de carrière
Dans les années 1970, Baby Dee a commencé sa carrière musicale en tant qu'artiste de rue, puis a rapidement décidé de travailler comme organiste dans une église catholique du Bronx. Dix ans plus tard, après que Baby Dee a commencé sa transition, elle a quitté son emploi à l'église et est revenue à son occupation antérieure en tant qu'artiste de performance. Elle s'est produite sous le nom de l'« Hermaphrodite bilatérale » jouant de l'accordéon à Coney Island, menant à un passage en tant que cheffe d'orchestre du Bindlestiff Family Cirkus . Elle est également devenue connue pour un numéro de rue dans lequel elle jouait de la harpe au sommet d'un tricycle de grande hauteur à Manhattan.
Dans les années 1990, Baby Dee a rencontré sa collègue musicienne transgenre et artiste de performance Anohni. Les deux sont devenus amies et Anohni a ensuite invité Baby Dee à jouer de la harpe sur son premier album de 1998, Antony and the Johnsons. Dans le même temps, Baby Dee est retournée dans la maison de son enfance à Cleveland et a commencé à travailler comme arboricultrice. Ne s'étant jamais imaginée comme une artiste du disque, Baby Dee a donné à Anohni des chansons qu'elle avait écrites, dans l'espoir qu'elle les interpréterait. Au lieu de cela, Anohni les a envoyées à son ami David Tibet, fondateur du groupe de musique Current 93. David Tibet a contacté Baby Dee, l'encourageant à enregistrer un album pour son label, Durtro.

## Les années Durtro: 2000–2006
En 2001, Baby Dee sort son premier album, Little Window . L'album a été composé et produit par Baby Dee et ne mettait en vedette qu'elle, chantant et jouant du piano sur sept chansons, accompagnées de deux accordéons. Bien que l'album soit passé largement inaperçu au moment de sa sortie, les quelques critiques qu'il a reçues étaient souvent positives.
Baby Dee a sorti son deuxième album, Love's Small Song, en 2002. Cet album a été enregistré à peu près de la même manière que le premier, avec Baby Dee agissant en tant que seule productrice, compositrice et interprète. Cette fois, cependant, l'album contenait une instrumentation plus variée avec des pistes superposées de voix, piano, accordéon et harpe. Baby Dee a même opposé tout l'album à un enregistrement de chants d'oiseaux. L'a aussi l'album a reçu quelques critiques très positives, il a également attiré peu d'attention.
En 2007, Alors qu'ils étaient épuisés, les albums Little Window et Love's Small Song, ainsi que Made for Love, un Extended Play de trois chansons de 2005, ont été réédités dans une compilation de 2 CD, The Robin's Tiny Throat.

## Drag City: 2007-présent
En 2006, Baby Dee en avait assez d'enregistrer et retournait à la vie privée dans sa maison de Cleveland. Malheureusement, la carrière d'arboricultrice de Baby Dee a été interrompue lorsqu'un arbre qu'elle soignait est tombé sur la maison d'un client. L'incident a laissé Baby Dee sans emploi et dans le besoin d'argent. Bientôt, cependant, Baby Dee a eu de la chance lorsqu'elle a rencontré les musiciens Will Oldham et Matt Sweeney, tous deux fans de son travail. Ils ont proposé de produire un album pour elle, et bien qu'initialement hésitante, Baby Dee a rapidement accepté.
En 2008, Baby Dee a sorti son troisième album studio officiel (et ses débuts à Drag City), Safe Inside the Day. L'album était son premier à présenter des collaborateurs, dont les producteurs Oldham et Sweeney et son collègue personnalité excentrique / auteur-compositeur-interprète Andrew WK. L'album a attiré beaucoup plus d'attention que ses prédécesseurs et a été globalement bien évalué.
En 2010, Baby Dee a sorti son quatrième album, A Book of Songs for Anne Marie, un réenregistrement d'un livre et d'un CD en édition limitée initialement publiés par Durtro en 2004. Ce nouvel enregistrement a considérablement élargi la version originale, ajoutant une orchestration de chambre et trois chansons supplémentaires. L'album présentait également Baby Dee utilisant principalement la harpe plutôt que le piano pour la première fois. Dans la lignée de Safe Inside the Day, l'album a valu à l'artiste davantage de visibilité et de reconnaissance. Il est sorti sur le label Drag City en Amérique et sur Tin Angel Records au Royaume-Uni.
En 2011, Baby Dee sort son cinquième album, Regifted Light. L'album a été enregistré chez Baby Dee et est produit par son ami et collaborateur Andrew WK. Il comportait principalement des morceaux instrumentaux joués sur un piano à queue Steinway D avec un petit groupe d'accompagnement.
En 2015, Baby Dee sort son sixième album, I Am a Stick, sur Tin Angel Records. « Travaillant dans ce qui ressemble souvent à un style de forme libre, les parties instrumentales ponctuent les arrangements pour piano de Baby Dee, ajoutant un élément d'imprévisibilité qui est définitivement plus expérimental que tout ce qu'elle a fait auparavant ».

## Collaborations
Baby Dee a travaillé avec Antony and the Johnsons, Andrew WK et de nombreux autres artistes de la scène new-yorkaise. Elle a fait de nombreuses tournées avec Current 93, jouant du piano et de la harpe. Elle a également tourné avec Marc Almond et The Dresden Dolls. En 2010, elle part en tournée avec Little Annie. En 2016 et 2017, elle était en tournée avec Swans et est apparue plus tard sur leur album de 2019 Leaving Meaning.

## Vie privée
Baby Dee est une femme transgenre[réf. souhaitée]. Sa sœur, Mary Norris, est rédactrice en chef au New Yorker[réf. souhaitée].

## Discographie

### Albums
- Little Window (Durtro, 2001)
- Look What The Wind Blew In (Durtro, 2001)
- Love's Small Song (Durtro, 2002)
- A Book of Songs for Anne Marie (Durtro / Jnana, 2004)
- Safe Inside the Day (Drag City, 2008)
- A Book of Songs for Anne Marie (réenregistré) (Drag City / Tin Angel, 2010)
- Regifted Light (Drag City, 2011)
- I Am a Stick (Tin Angel, 2015)

### EP
- Baby Dee (Durtro, 2001)
- Made for Love (Durtro / Jnana, 2005)
- The Robins Song (Durtro / Jnana, 2008)

### compilations
- The Robin's Tiny Throat (Durtro / Jnana, 2007)

### Albums de concerts
- Live in Turin (Préenregistrements, 2006)
- Love Is Stronger Than Death / Baby Dee & John Contreras (Bragagild, 2008)
- Baby Dee Goes Down To Amsterdam (Tin Angel, 2011)

### Singles
- The Robin's Tiny Throat – Little Window
- Calvary – Little Window
- So Bad – Love's Small Song
- Dance of Diminishing Possibilities – Safe Inside the Day
- Safe Inside the Day  – Safe Inside the Day
- As Morning Holds A Star – A Book of Songs for Anne Marie
- Regifted Light – Regifted Light